# Carex oligosperma
Carex oligosperme
Espèce
Le Carex oligosperme (Carex oligosperma) est une espèce de plante de la famille des Cyperaceae.

## Liste des variétés
Selon Tropicos (21 novembre 2015) (Attention liste brute contenant possiblement des synonymes) :
- variété Carex oligosperma var. churchilliana Raymond
- variété Carex oligosperma var. tsuishikarensis (Koidz. & Ohwi) B. Boivin